# Рок (фильм)
«Рок» — документальный фильм Алексея Учителя 1987 года, посвящённый советскому року 1980-х годов. Премьерные показы фильма состоялись в Большом концертном зале в Олимпийской деревне 25, 26, 27 июля и 1, 2, 3 августа 1988 года.
По оценке критиков, это был первый фильм, освещающий тему русского рока, снятый отечественными кинематографистами.
Съёмки картины проходили в местах работы рок-музыкантов, в том числе в «Камчатке», которая сейчас является местом памяти Виктора Цоя, и на ул. Рубинштейна, 13, в Ленинградском рок-клубе.
Бонусом к DVD, выпущенному в конце 1990-х годов, стал репортаж о похоронах поэта А. Башлачёва.

## Создание
Фильм посвящён советскому року 1980-х годов и показывает антагонизм андеграундной рок-культуры и официальной политики партии и правительства.
Во время съёмок режиссёр ориентировался на штампы, которые были использованы в фильме «Взломщик» (1987), и, по его словам, старался показать рок-музыкантов в их естественной среде.
Почти во всех публикациях отмечается, что сам А. Учитель не интересовался рок-музыкой и снимал фильм, скорее, о социальном явлении, а не о музыкальной культуре того времени.
В съёмках фильма принимали участие Борис Гребенщиков, Антон Адасинский, Виктор Цой, Олег Гаркуша, а также группы «Аквариум», «АВИА», «АукцЫон», «ДДТ», «Кино».
Эти коллективы не показывали по Центральному телевидению, хотя там и были музыкальные развлекательные программы.
Эти исполнители по-прежнему находились в подполье, несмотря на новые политические и культурные веяния.
В интервью середины 2000-х годов режиссёр утверждал, что русский рок того периода представлял собой закрытый клуб. Алексею Учителю удалось заручиться доверием Виктора Цоя за счёт того, что он принял Марианну Цой на должность администратора съёмочной группы. Это позволило получить разрешение на съёмки в «Камчатке», а после положительной рекомендации Виктора Цоя режиссёра приняли в рок-среду.
Позже он снимал похороны А. Башлачёва, что было также серьёзным признаком «вхожести» в определённые круги.

## Оценки
Премьера фильма состоялась 19 января 1988 года в ленинградском Доме Кино — лучшей площадке того периода.
В связи с премьерой произошёл скандал — сам секретарь ЦК КПСС Егор Лигачёв потребовал удалить из фильма некоторые сцены. Но авторский замысел удалось отстоять благодаря вмешательству журналистов телепрограммы «Взгляд», существенную роль в этой истории сыграл ведущий Владимир Мукусев.
По воспоминаниям современников, фильм имел оглушительный успех, картину пересмотрела большая аудитория зрителей.

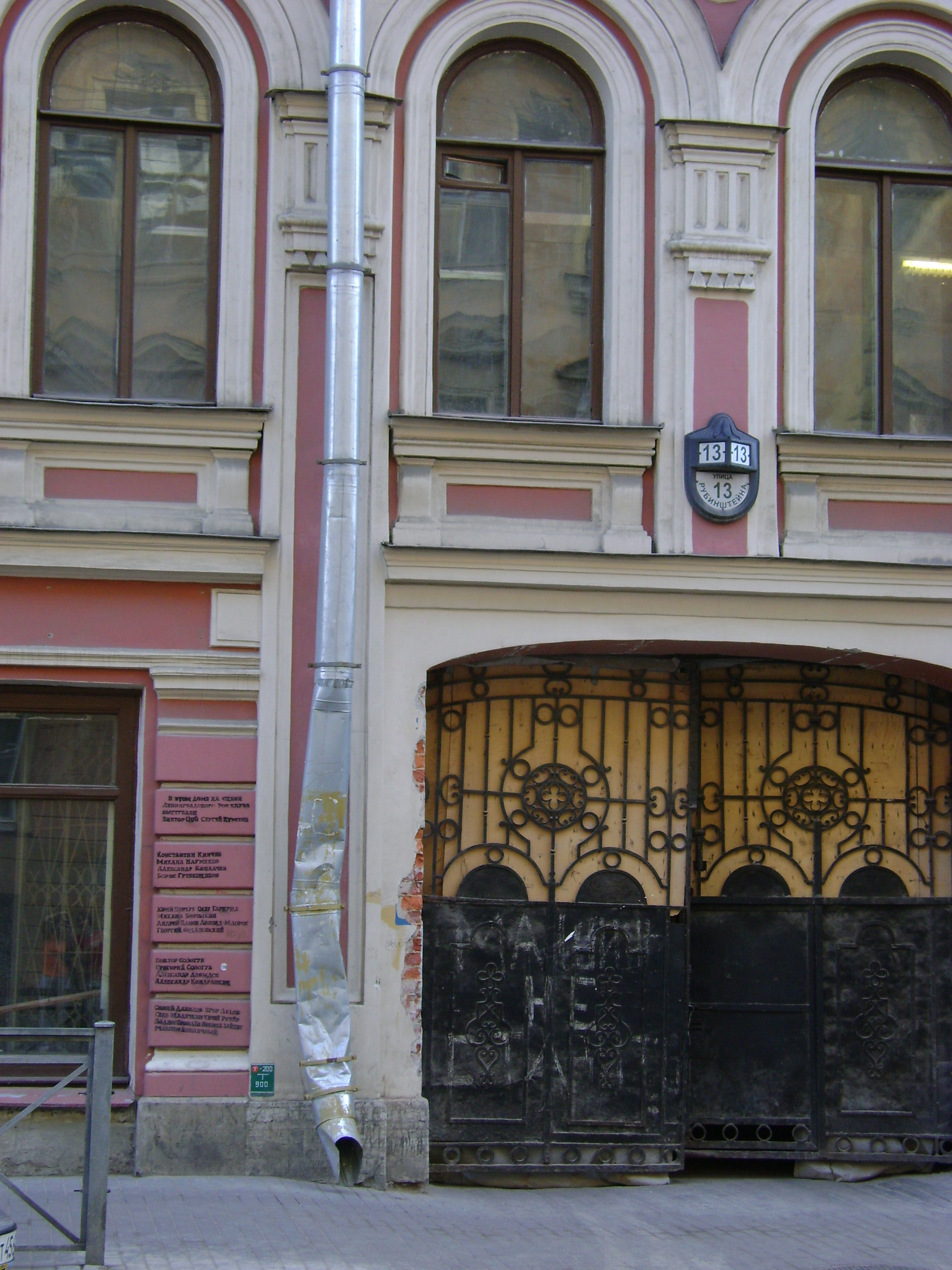
Ленинградский рок-клуб. ул. Рубинштейна, 13 — здесь снималась большая часть выступлений, включённых в фильм

Профессиональные критики отмечали схожесть тем, затронутых фильмами «Рок» и «Легко ли быть молодым?»: оба произведения впервые после эпохи застоя поднимали проблемы молодых, а рок-культура долгое время и была выражением этих проблем, единственной отдушиной для молодёжи. В отличие же от своих предшественников — фильмов «Взломщик», «Асса», «Йя-Хха» — картина А. Учителя стала первой попыткой показать жизнь рокеров если и не изнутри, то наиболее близко.
Живой звук концертного исполнения даёт ощущение присутствия жизни, энергии, бьющей через край. Качество записи звука хорошее для того уровня развития техники звукозаписи, хотя уже тогда появился «Live in Budapest» от «Queen», который, по сути, задал новую планку. Операторская работа Д. В. Масса высоко оценена профессионалами. Монтаж также мастерски проведён, и фильм выполнен в запланированном метраже без видимых натяжек.
Рок-музыканты критиковали фильм за излишнее пристрастие к классической документальности и отсутствие концертных съёмок со зрителями в кадре.
Критики, посмотревшие фильм, выделяли несколько ключевых аспектов — это и проблемы взросления, и взаимоотношения отцов и детей, и встречу заключённых и так называемых свободных советских музыкантов.
Некоторые критики считают, что ничего более репрезентативного об отечественных рокерах до конца века так и не было снято.
Спустя 23 года с выхода фильма, 19 декабря 2010 года, в программе Дмитрия Быкова «Картина маслом» состоялось обсуждение фильма «Рок» с его героями и теми, кто находился у истоков русского рока. В программе приняли участие: музыканты Всеволод Гаккель, Олег Гаркуша, Андрей Макаревич, Дмитрий Кузьмин, Вадим Степанцов, президент Национальная ассоциация телерадиовещателей Эдуард Сагалаев, режиссёр, ведущий «Программы А» Сергей Антипов, звукорежиссёр Алексей Вишня, режиссёр Шарунас Бартас, музыкальный критик Александр Липницкий, обозреватель ИД «Коммерсант» Борис Барабанов.

## Состав исполнителей и песни
Музыканты, которые играют самих себяБорис Гребенщиков, Антон Адасинский, Виктор Цой, Олег Гаркуша, Юрий Шевчук, а также группы «Аквариум», «АВИА», «АукцЫон», «ДДТ», «Кино» и Ленинградский рок-клуб.
По замыслу кинорежиссёра Алексея Учителя, Борис Гребенщиков является центральным связующим персонажем картины.
Эпизоды:

| 1. Кинохроника 2. Интервью 3. «Аквариум» «Козлы» 4. БГ «Я спокойно следовал намеченным путём…» 5. «Аквариум» «Серебро Господа» 6. Диалог Бориса Гребенщикова и Алексея Учителя 7. Репетиция «Поколение дворников» (последний куплет) 8. Адасинский рассказывает об истории своей семьи 9. «АВИА» «Всем!» 10. Антон Адасинский в театральной студии 11. «АВИА» «Ночью в карауле» 12. Адасинский «Сейчас я прихожу к тому, чего хочу…» 13. «АВИА» «Время начать новый путь» 14. Цой о работе кочегара 15. «Кино» «Спокойная ночь» 16. Цой «Нет, это не хобби ни в коем случае…» | 17. Репетиция «Поколение дворников» 18. «Гаркуше срочно выйти на микшерский пульт» 19. «АукцЫон» «Колпак» 20. Шевчук «Заниматься медитацией — это не моё» 21. «ДДТ» «Церковь» 22. Шевчук «Антисоветская группа „ДДТ“…» 23. «ДДТ» «Революция» 24. - 25. БГ «То, что я должен сказать» 26. «Аквариум» «Поколение дворников» 27. «Аквариум» «Благословение холмов» 28. Цой, Африка, Башлачёв Бонусы, включённые в DVD 1998 года: - Башлачёв «Некому берёзу заломати» - Похороны Башлачёва |

## Некоторые сцены фильма

Виктор Цой в Камчатке, кадр из фильма «Рок», Ленинградская студия документальных фильмов, 1987

- здесь, так же, как и в «Игле», которая была выпущена позже, временнỳю привязку дают СМИ: в начале фильма идёт советская кинохроника[4];
- несколько песен, которые Цой и Башлачёв совместно исполнили на квартирнике[3];
- выступление групп «Аквариум» и «ДДТ» на V рок-фестивале в Ленинградском рок-клубе (ул. Рубинштейна, 13)[3];
- выступление группы «АукцЫон» в колонии[3];
- рассказ Виктора Цоя о прелестях работы кочегара[3];
- похороны А. Башлачёва (Ленинград, 23 февраля 1988 года)[7].

## Факты
- Сценарист фильма Юрий Филинов за два года до постановки опубликовал в газете «Комсомольская правда» статью «Барбаросса рок-н-ролла», которая считается самым сильным актом нападения официальных властей на андеграундную рок-культуру[3].
- В фильме снимался Башлачёв, съёмки проходили и в «Камчатке», и на концерте V Ленинградского рок-фестиваля (июнь 1987)[10], но в процессе работы Башлачёв от участия в фильме отказался. Из первой версии картины были вырезаны все кадры с его участием[8].
- Вырезанные кадры вошли в DVD-релиз в качестве бонуса, что впоследствии активно обсуждалось на различных интернет-форумах, так как там же было показано видео похорон музыканта[7]. Длина записи примерно 10 минут, из них 6 — сцена похорон.
- Алексей Учитель в 1991 году основал собственную киностудию под названием «Рок»[11].

Награды1989 год — диплом международного фестиваля в Берлине.